# Carl Switzer

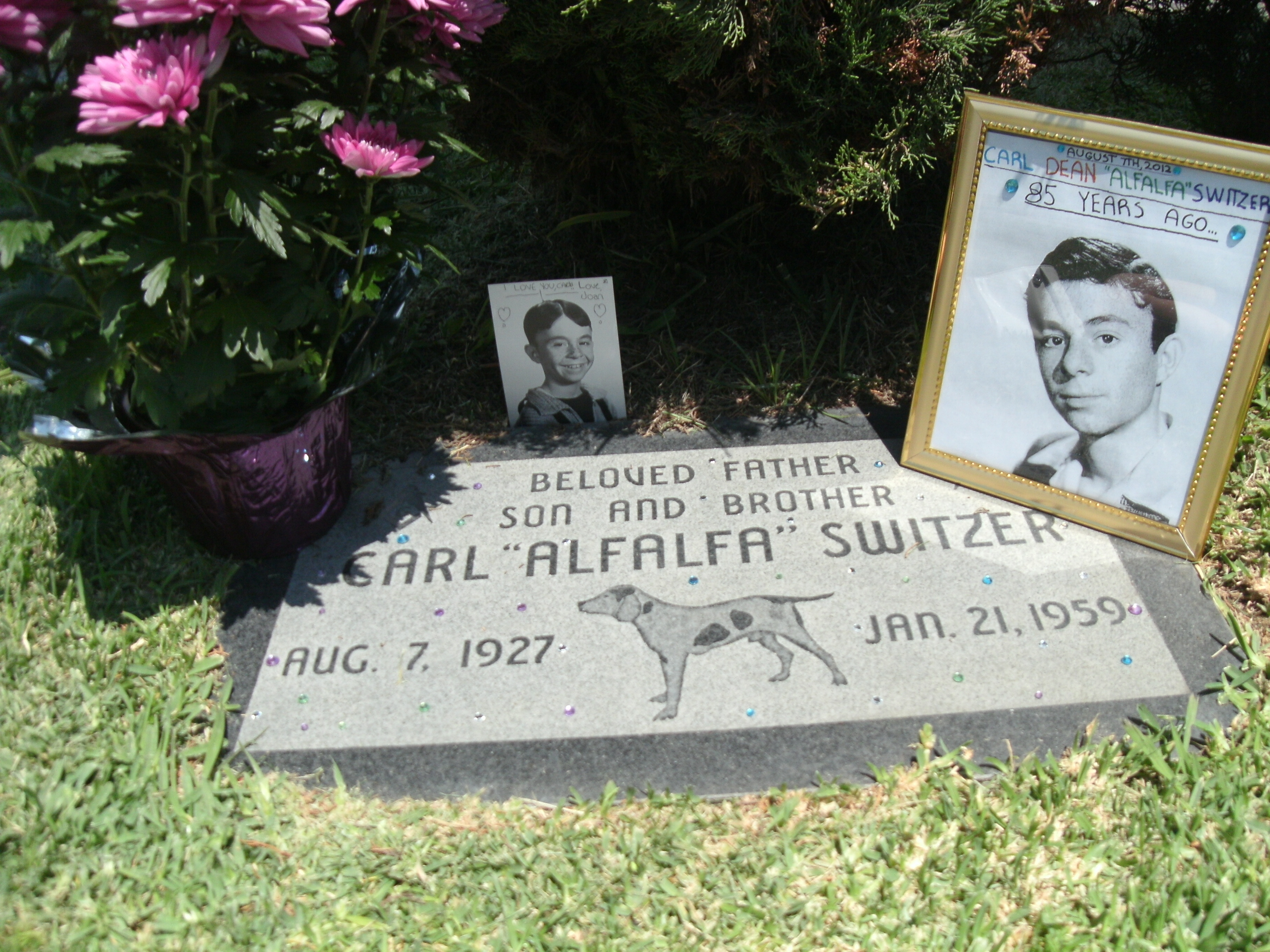
Carl Switzers Grab am 7. August 2012

Carl Dean  Switzer (* 7. August 1927 in Paris, Illinois, USA; † 21. Januar 1959 in Mission Hills, Kalifornien, USA) war ein US-amerikanischer Filmschauspieler. Berühmtheit erlangte er während der 1930er-Jahre vor allem durch seine Auftritte als „Alfalfa“ bei den Kleinen Strolchen.

## Leben

### Familie
Carl Dean Switzer wurde als jüngstes von vier Kindern von Fred und Gladys Switzer in Paris, einer Kleinstadt an der Grenze zum US-Bundesstaat Indiana, geboren – gemäß Geburtsurkunde am 8. August 1927, auch wenn sein Grabstein den 7. August angibt. Während seine beiden Geschwister Harold Frederick Switzer (* 16. Januar 1925) und Janice Genevieve Switzer (* 18. März 1923) das Erwachsenenalter erreichten, starb Switzers Bruder, der am 18. Mai 1922 das Licht der Welt erblickte, bereits nach wenigen Wochen im Säuglingsalter.
Die Familie wohnte in ärmlichen Verhältnissen in einem Mietshaus. Als sich Switzers Vater, der ein begeisterter Waffennarr gewesen sein soll, unabsichtlich ins Bein schoss und dieses daraufhin amputiert werden musste, war die Familie gezwungen, sich finanziell einzuschränken.
Das Talent ihrer beiden Söhne, deren Gesangsstimme deutlich ausgeprägt war, machten sich die Switzers zunutze, indem sie Harold und später auch Carl auf landwirtschaftlichen Festivals und Jahrmärkten auftreten ließen, um auf diesem Wege Geld zu verdienen.

### Werdegang
Ermutigt durch die Nachbarn der Switzers, die Harold und Carl in Hollywood sehen wollten, zog die Familie im Oktober 1934 nach Los Angeles. Hier nahmen sie in den Studios von Hal Roach an einem Casting teil, wo Roach selbst auf die Jungen aufmerksam wurde, ihr Talent erkannte und sie sofort unter Vertrag nahm.
Mit Beginner’s Luck, der ersten Episode von Die kleinen Strolche, feierten die Brüder 1935 ihr Debüt als Schauspieler und spielten sich rasch in die Herzen der Zuseher. Während Harold Switzer unter den Spitznamen Deadpan oder Slim bekannt wurde, erreichte Carl Switzer unter dem Pseudonym Alfalfa selbst heute noch Bekanntheitsstatus. Alfalfa – das Pseudonym wurde später Teil seines Namens – galt in seiner Umgebung als Problemkind, der seine jugendlichen Schauspielkollegen wie auch die Crewmitglieder der Filme mehr als einmal schlug. Obwohl Darla Hood vor der Kamera seine Freundin mimte, vertrugen sich die beiden hinter der Kamera überhaupt nicht. Auch mit Fred Switzer, dem Vater der Jungschauspieler, gab es Konflikte: Obwohl Roach stets bemüht war, alle Kinder als gleichrangige Stars zu behandeln, bestand Fred Switzer darauf, dass vor allem Alfalfa mehr Gage oder Zeit vor der Kamera bekommen sollte als die übrigen Kinder. Nur die Liebe des Kinopublikums verhinderte Alfalfas Rauswurf.
Bis 1940 stand Alfalfa Switzer in über 100 Episoden der Kleinen Strolche vor der Kamera. Im Jahr 1940 trennten sich dann die beiden Brüder, zumindest was den beruflichen Werdegang betraf. Nachdem Harold Switzer einen Verkehrsunfall als Beifahrer überlebt hatte, entfernte sich der 15-jährige vom Unfallort, ohne dem Fahrer zu helfen. Obwohl bei ihm eine Gehirnerschütterung diagnostiziert wurde, und somit eine beeinträchtigte Handlungsweise, nahm dies die Produktionsgesellschaft zum Anlass für eine Kündigung.

### Späterer Werdegang
Alfalfa Switzer konnte nach 1940 nur bedingt an den Erfolg der Kleinen Strolche anknüpfen. Stand er etwa am Zenit seiner bisherigen Karriere in zwölf Filmen jährlich vor der Kamera, so waren es ab nun nur noch im Schnitt fünf Filme, für die der ehemalige Kinderstar verpflichtet wurde. Zudem wurden seine Rollen zusehends kleiner. Er hatte einen kleinen Auftritt im Weihnachtsklassiker Ist das Leben nicht schön?, wo er Donna Reed mit seinen endlosen Erzählungen auf einem Schulball langweilt. Er ließ sich in Van Nuys nieder und arbeitete unter anderem als Bartender, Jagdführer in der Sierra Nevada und als Hundetrainer für Spielfilme.
In seiner letzten Rolle stand Switzer 1958 in Flucht in Ketten vor der Kamera, und zwei Jahre zuvor, 1956, in einem Cameo-Auftritt in Die zehn Gebote.

### Privatleben
Nach einer kurzen Liaison mit Beverly Osso, die später seinen Bruder Harold heiratete, verliebte sich Switzer in Diane Collingwood, die Tochter eines reichen Farmers aus Kansas. Die beiden heirateten 1954. Ihr gemeinsamer Sohn wurde im selben Jahr geboren. Obwohl sich das Paar liebte, ließ es sich 1956 nach nur zwei Ehejahren scheiden. Der Grund war, dass Collingwood nicht von Kansas nach Kalifornien ziehen wollte und auch nicht, wie es Switzer wünschte, eine Fernehe führen wollte. Alfalfa Switzers Sohn wusste lange Zeit nicht, wer sein Vater war. Um ihn vor den Medien zu schützen, ist seine Identität bis heute nicht bekannt. Einzig gesichert ist, dass er Karriere beim US-Militär machte.

### Tod

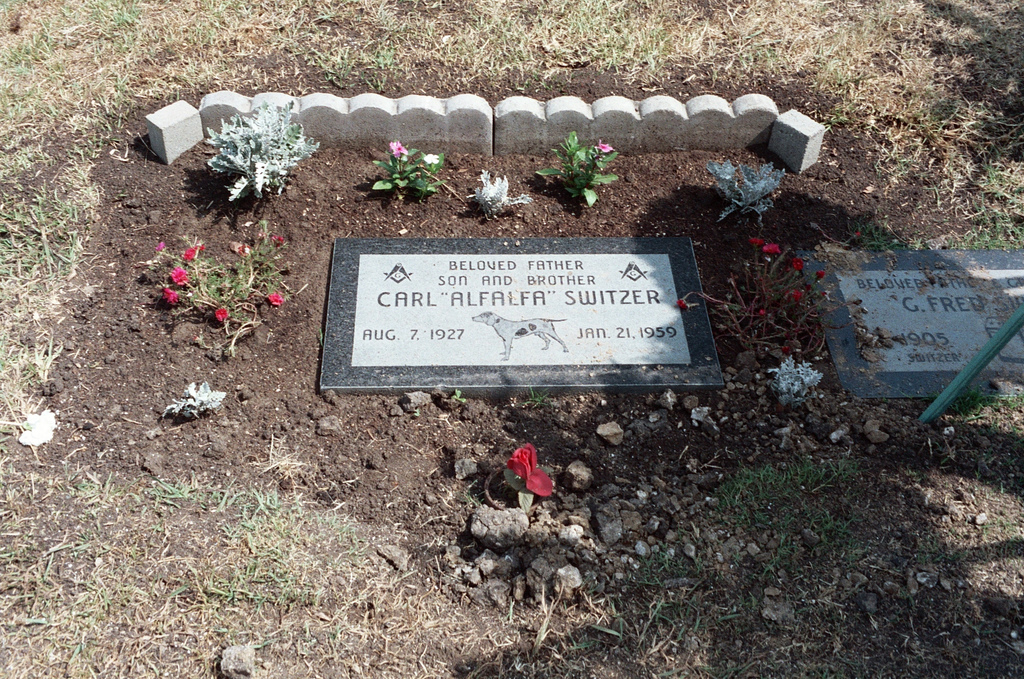
Grab von Carl Switzer auf dem Hollywood Forever Cemetery

Im Januar 1959 plante Switzer eine Jagdexpedition und lieh sich von Moses Stiltz, einem Freund der Familie, einen Jagdhund, der jedoch ausriss. Daraufhin setzte Switzer ein Inserat in die Zeitung und versprach dem Finder des Hundes eine Belohnung. Wenig später meldete sich tatsächlich ein Viehzüchter, der den Hund aufgefunden hatte. Switzer gab dem Mann 35 Dollar in bar und zahlte die restlichen 15 Dollar in Form von Drinks aus. In ständiger Geldnot und womöglich unter Alkoholeinfluss fasste Switzer den Gedanken, dass sein Freund Stiltz ihm das Geld für die Belohnung schulde.
Am Abend des 21. Januar 1959 forderte er Moses Stiltz in Begleitung eines Freundes, des Kameramanns Jack Piott, dazu auf, ihm die 50 Dollar zurückzugeben. Im Haus von Stiltz’ Freundin im San Fernando Valley entbrannte schließlich ein Streit, da Stiltz ihm das Geld nicht auszahlen wollte und ihn stattdessen als verrückt bezeichnete. Es kam zu einer tätlichen Auseinandersetzung, bei der sich Stiltz eine leichte Kopfverletzung zuzog. Infolgedessen holte er einen Revolver vom Kaliber .38 hervor, den Switzer in einem Handgemenge an sich zu bringen versuchte. Der dabei ausgelöste Querschläger veranlasste Stiltz’ Verlobte dazu, mit den Kindern das Haus zu verlassen und die Polizei zu rufen. Switzer drängte seinen ehemaligen Freund nun in einen kleinen Raum und sperrte ihn darin ein. Er drohte, ihn mit dem Messer, das er bei sich trug, umzubringen. Als der ehemalige Kinderstar tatsächlich anzugreifen versuchte, begann Stiltz, auf ihn zu schießen. Carl „Alfalfa“ Switzer wurde dabei in den Unterleib getroffen und sank schwer verletzt zu Boden. Obwohl Rettungskräfte verständigt wurden und der Schauspieler ins Krankenhaus eingeliefert wurde, starb er wenige Stunden später. Er wurde nur 31 Jahre alt.
Wenngleich Carl Switzer vielen Amerikanern noch immer ein Begriff war, wurde sein Tod in den Medien kaum beachtet, da er am selben Tag wie Hollywood-Regisseur Cecil B. DeMille starb.

#### Nachspiel
Am 25. Januar 1959 kam es vor dem Untersuchungsrichter zu einem kurzen Prozess, in dem Moses Stiltz aus Mangel an Beweisen freigesprochen wurde. Obwohl damals einiges für Totschlag sprach, entschieden die Richter, dass Stiltz aus Notwehr gehandelt habe, da er von Switzer mit dem Messer bedroht wurde. Auch wurde bei der Obduktion von Switzers Leichnam Alkohol im Blut nachgewiesen.
2001 berichtete ein weiterer Augenzeuge über den Vorfall. Dabei handelte es sich um den inzwischen 56 Jahre alten Tom Corrigan, Sohn des Westernhelden Ray Corrigan und Stiefsohn von Moses Stiltz, der bei der Schießerei ebenfalls anwesend war. Corrigan zufolge war Switzers Tod viel eher Mord als ein Akt der Selbstverteidigung. In Wirklichkeit haben sich Switzer und sein Freund zurückziehen wollen, nachdem Fragmente des Querschlägers Corrigan getroffen hatten. Nachdem Corrigan bereits das Haus verlassen hatte, hörte er einen zweiten Schuss. Er beteuerte zwar, keinen direkten Sichtkontakt gehabt zu haben, allerdings fand er Switzer schwer verletzt am Boden liegend. Im Gegensatz zu Stiltz’ Aussage habe er jedoch kein Jagdmesser, sondern lediglich ein einfaches Taschenmesser bei sich getragen. Trotz dieser neuen Informationen gab es keine Wiederaufnahme des Falles, zumal Stiltz schon 1983 gestorben war.

## Sonstiges
Carl Switzer wurde von seinen Eltern wie auch Geschwistern überlebt. Fred Switzer starb nur etwas mehr als ein Jahr später, im Mai 1960, in Kalifornien und wurde neben seinem Sohn im Hollywood Forever Cemetery begraben. Gladys Switzer wurde 92 Jahre alt und starb am 8. März 1997.
Harold Switzer, der Schauspielkollege aus Kindertagen und ältere Bruder Carls, verdiente sich seinen Lebensunterhalt als Besitzer eines Waschsalons. Er heiratete Beverly Osso, mit der er drei Kinder hatte. Nach der Scheidung Mitte der 1960er-Jahre führte er eine kurze Beziehung mit einer anderen Frau, die ihm sein viertes Kind gebar. Am 14. April 1967 hatte Harold einen heftigen Streit mit einem Kunden, den er in dessen Verlauf umbrachte. Daraufhin tötete er erst seine eigene Freundin und beging danach Suizid.
Von Janice Switzer, der Schwester Carls, ist lediglich bekannt, dass sie 1989 an Krebs starb.
Über Switzer ist auch bekannt, dass er Mitglied der Freimaurer war.

## Filmografie (Auswahl)
- 1935–1940: Die kleinen Strolche (60 Kurzfilme, darunter Bored of Education; ein Langfilm: General Spanky)
- 1940: Liebling, du hast dich verändert (I Love You Again)
- 1942: There’s One Born Every Minute
- 1942: Mrs. Wiggs of the Cabbage Patch
- 1942: Johnny Doughboy
- 1943: Und das Leben geht weiter (The Human Comedy)
- 1944: Der Weg zum Glück (Going my way)
- 1946: Lassie – Held auf vier Pfoten (Courage of Lassie)
- 1946: Gas House Kids
- 1946: Ist das Leben nicht schön? (It’s a Wonderful Life)
- 1948: Der beste Mann (State of the Union)
- 1949: Ein Brief an drei Frauen (A Letter to Three Wives)
- 1950: Das Todeshaus am Fluß (House by the River)
- 1951: Hochzeitsparade (Here Comes the Groom)
- 1951: Grund zur Aufregung (Cause for Alarm!)
- 1952: Pat und Mike (Pat and Mike)
- 1952–1955: The Roy Rogers Show (Fernsehserie, 6 Folgen)
- 1953: Das letzte Signal (Island in the Sky)
- 1953: Unternehmen Panthersprung (Flight Nurse)
- 1954: Es wird immer wieder Tag (The High and the Mighty)
- 1954: Spur in den Bergen (Track of the Cat)
- 1955: … und nicht als ein Fremder (Not as a Stranger)
- 1956: Die zehn Gebote (The Ten Commandments)
- 1957: Lederjacken rechnen ab (Motorcycle Gang)
- 1958: Flucht in Ketten (The Defiant Ones)